# Olympische Sommerspiele 1988/Teilnehmer (Schweden)
| Gelbes Symbol für Goldmedaillen mit stilisierten Olympischen Ringen | Graues Symbol für Silbermedaillen mit stilisierten Olympischen Ringen | Braundes Symbol für Bronzemedaillen mit stilisierten Olympischen Ringen |
| ------------------------------------------------------------------- | --------------------------------------------------------------------- | ----------------------------------------------------------------------- |
| —                                                                   | 4                                                                     | 7                                                                       |

Schweden nahm an den Olympischen Sommerspielen 1988 in Seoul, Südkorea, mit einer Delegation von 185 Sportlern (148 Männer und 37 Frauen) teil.

## Medaillengewinner

### Silber
| Name(n)                               | Sportart  | Wettkampf          |
| ------------------------------------- | --------- | ------------------ |
| George Cramne                         | Boxen     | Leichtgewicht      |
| Ragnar Skanåker                       | Schießen  | Freie Pistole      |
| Anders Holmertz                       | Schwimmen | 200 Meter Freistil |
| Marit Söderström & Birgitta Bengtsson | Segeln    | Frauen, 470er      |

### Bronze
| Name(n)                                                   | Sportart       | Wettkampf                              |
| --------------------------------------------------------- | -------------- | -------------------------------------- |
| Lars Myrberg                                              | Boxen          | Halbweltergewicht                      |
| Patrik Sjöberg                                            | Leichtathletik | Hochsprung                             |
| Tomas Johansson                                           | Ringen         | Superschwergewicht, griechisch-römisch |
| Anders Jarl, Björn Johansson, Jan Karlsson & Michel Lafis | Radsport       | 100 Kilometer Mannschaftszeitfahren    |
| Stefan Edberg                                             | Tennis         | Einzel                                 |
| Stefan Edberg & Anders Järryd                             | Tennis         | Doppel                                 |
| Erik Lindh                                                | Tischtennis    | Einzel                                 |

## Teilnehmer nach Sportarten

### Bogenschießen
- Göran Bjerendal
Einzel: 15. Platz
Mannschaft: 8. Platz

- Mats Nordlander
Einzel: 30. Platz
Mannschaft: 8. Platz

- Gert Bjerendal
Einzel: 35. Platz
Mannschaft: 8. Platz

- Jenny Sjöwall
Frauen, Einzel: 5. Platz
Frauen, Mannschaft: 7. Platz

- Liselotte Andersson
Frauen, Einzel: 13. Platz
Frauen, Mannschaft: 7. Platz

- Carina Jonsson
Frauen, Einzel: 59. Platz
Frauen, Mannschaft: 7. Platz

### Boxen
- Jimmy Mayanja
Bantamgewicht: 9. Platz

- George Cramne
Leichtgewicht: Silber

- Lars Myrberg
Halbweltergewicht: Bronze

- Sören Antman
Weltergewicht: 17. Platz

- Martin Kitel
Halbmittelgewicht: 5. Platz

- Lotfi Ayed
Mittelgewicht: 9. Platz

### Fechten
- Ola Kajbjer
Florett, Einzel: 33. Platz
Florett, Mannschaft: 12. Platz

- Eric Strand
Florett, Einzel: 38. Platz
Florett, Mannschaft: 12. Platz

- Thomas Åkerberg
Florett, Einzel: 60. Platz
Florett, Mannschaft: 12. Platz

- Peter Åkerberg
Florett, Mannschaft: 12. Platz

- Per Täckenström
Florett, Mannschaft: 12. Platz

- Jerri Bergström
Degen, Einzel: 6. Platz
Degen, Mannschaft: 8. Platz

- Péter Vánky
Degen, Einzel: 29. Platz
Degen, Mannschaft: 8. Platz

- Otto Drakenberg
Degen, Einzel: 54. Platz
Degen, Mannschaft: 8. Platz

- Johan Bergdahl
Degen, Mannschaft: 8. Platz

- Ulf Sandegren
Degen, Mannschaft: 8. Platz

- Kerstin Palm
Frauen, Florett, Einzel: 29. Platz

### Fußball
- Herrenteam
5. Platz

- Kader
Anders Limpar
Anders Palmér
Göran Arnberg
Håkan Lindman
Hans Eskilsson
Jan Hellström
Joakim Nilsson
Jonas Thern
Leif Engqvist
Martin Dahlin
Michael Andersson
Peter Lönn
Roger Ljung
Roland Nilsson
Stefan Rehn
Sulo Vaattovaara
Sven Andersson

### Gewichtheben
- Mats Lindqvist
Mittelgewicht: 14. Platz

- Tom Söderholm
1. Schwergewicht: Kein gültiger Versuch

- Rickard Nilsson
2. Schwergewicht: 9. Platz

### Handball
- Herrenteam
5. Platz

- Kader
Björn Jilsén
Claes Hellgren
Erik Hajas
Johan Eklund
Magnus Wislander
Mats Fransson
Mats Olsson
Ola Lindgren
Peder Järphag
Per Carlén
Per Carlsson
Staffan Olsson
Sten Sjögren
Pär Jilsén

### Judo
- Anders Dahlin
Leichtgewicht: 11. Platz

- Lars Adolfsson
Halbmittelgewicht: 9. Platz

### Kanu
- Karl Sundqvist
Einer-Kajak, 500 Meter: 5. Platz
Zweier-Kajak, 500 Meter: Vorläufe
Vierer-Kajak, 1000 Meter: 8. Platz

- Gunnar Olsson
Einer-Kajak, 1000 Meter: 5. Platz

- Per-Inge Bengtsson
Zweier-Kajak, 500 Meter: Vorläufe
Vierer-Kajak, 1000 Meter: 8. Platz

- Anders Ohlsén
Zweier-Kajak, 1000 Meter: 7. Platz

- Hans Olsson
Zweier-Kajak, 1000 Meter: 7. Platz

- Lars-Erik Moberg
Vierer-Kajak, 1000 Meter: 8. Platz

- Bengt Andersson
Vierer-Kajak, 1000 Meter: 8. Platz

- Agneta Andersson
Frauen, Einer-Kajak, 500 Meter: 8. Platz
Frauen, Zweier-Kajak, 500 Meter: 6. Platz
Frauen, Vierer-Kajak, 500 Meter: 6. Platz

- Anna Olsson
Frauen, Zweier-Kajak, 500 Meter: 6. Platz
Frauen, Vierer-Kajak, 500 Meter: 6. Platz

- Liselotte Ohlson
Frauen, Vierer-Kajak, 500 Meter: 6. Platz

- Susanne Wiberg
Frauen, Vierer-Kajak, 500 Meter: 6. Platz

### Leichtathletik
- Jonny Danielson
5000 Meter: 10. Platz

- Stefan Johansson
20 Kilometer Gehen: 25. Platz
50 Kilometer Gehen: 20. Platz

- Jan Staaf
20 Kilometer Gehen: 30. Platz
50 Kilometer Gehen: DNF

- Bo Gustafsson
50 Kilometer Gehen: 7. Platz

- Patrik Sjöberg
Hochsprung: Bronze

- Tore Gustafsson
Hammerwerfen: 11. Platz

- Kjell Bystedt
Hammerwerfen: In der Qualifikation ausgeschieden

- Dag Wennlund
Speerwerfen: 8. Platz

- Peter Borglund
Speerwerfen: 9. Platz

- Mikael Olander
Zehnkampf: 17. Platz

- Evy Palm
Frauen, Marathon: 24. Platz

### Moderner Fünfkampf
- Svante Rasmuson
Einzel: 22. Platz
Mannschaft: 11. Platz

- Jan-Erik Danielsson
Einzel: 25. Platz
Mannschaft: 11. Platz

- Roderick Martin
Einzel: 56. Platz
Mannschaft: 11. Platz

### Radsport
- Michel Lafis
Straßenrennen, Einzel: 43. Platz
100 Kilometer Mannschaftszeitfahren: Bronze

- Anders Jarl
Straßenrennen, Einzel: 57. Platz
100 Kilometer Mannschaftszeitfahren: Bronze

- Raoul Fahlin
Straßenrennen, Einzel: 87. Platz

- Björn Johansson
100 Kilometer Mannschaftszeitfahren: Bronze

- Jan Karlsson
100 Kilometer Mannschaftszeitfahren: Bronze

- Marie Höljer
Frauen, Straßenrennen, Einzel: 7. Platz

- Paula Westher
Frauen, Straßenrennen, Einzel: 26. Platz

- Marianne Berglund
Frauen, Straßenrennen, Einzel: 44. Platz

### Reiten
- Ulla Håkansson
Dressurreiten, Einzel: 25. Platz
Dressurreiten, Mannschaft: 11. Platz

- Louise Nathhorst
Dressurreiten, Einzel: 30. Platz
Dressurreiten, Mannschaft: 11. Platz

- Lars Andersson
Dressurreiten, Einzel: 31. Platz
Dressurreiten, Mannschaft: 11. Platz

- Eva Lindsten
Dressurreiten, Einzel: 47. Platz
Dressurreiten, Mannschaft: 11. Platz

### Ringen
- Peter Stjernberg
Fliegengewicht, griechisch-römisch: 8. Platz

- Benni Ljungbeck
Bantamgewicht, griechisch-römisch: Gruppenphase

- Lars Lagerborg
Leichtgewicht, griechisch-römisch: Gruppenphase

- Roger Tallroth
Weltergewicht, griechisch-römisch: 7. Platz

- Magnus Fredriksson
Mittelgewicht, griechisch-römisch: 6. Platz

- Christer Gulldén
Halbschwergewicht, griechisch-römisch: 4. Platz

- Sören Claesson
Schwergewicht, griechisch-römisch: Gruppenphase

- Tomas Johansson
Superschwergewicht, griechisch-römisch: Bronze

- Theodore Dikanda
Federgewicht, Freistil: Gruppenphase

- Lars Gustafsson
Weltergewicht, Freistil: Gruppenphase

### Rudern
- Fredrik Hultén
Einer: 9. Platz

- Folke Brundin
Vierer ohne Steuermann: 10. Platz

- Per-Olof Claesson
Vierer ohne Steuermann: 10. Platz

- Anders Larson
Vierer ohne Steuermann: 10. Platz

- David Svensson
Vierer ohne Steuermann: 10. Platz

- Annelie Larsson
Frauen, Einer: 11. Platz

- Maria Brandin
Doppelzweier: 8. Platz

- Carina Gustavsson
Doppelzweier: 8. Platz

### Schießen
- Ragnar Skanåker
Luftpistole: 11. Platz
Freie Pistole: Silber

- Bengt Kamis
Luftpistole: 15. Platz

- Benny Östlund
Freie Pistole: 14. Platz

- Anders Burvall
Luftgewehr: 31. Platz

- Per Hansson
Luftgewehr: 31. Platz
Kleinkaliber, Dreistellungskampf: 45. Platz
Kleinkaliber, liegend: 11. Platz

- Stefan Lövbom
Kleinkaliber, Dreistellungskampf: 18. Platz
Kleinkaliber, liegend: 11. Platz

- Jan Pettersson
Kleinkaliber, laufende Scheibe: 9. Platz

- Johnny Påhlsson
Trap: 25. Platz

- Björn Thorwaldsson
Skeet: 13. Platz

- Cris Kajd
Frauen, Luftpistole: 9. Platz

- Kerstin Bodin
Frauen, Luftpistole: 9. Platz

- Kristina Fries
Frauen, Sportpistole: 6. Platz

- Britt-Marie Ellis
Frauen, Sportpistole: 12. Platz

- Carina Jansson
Frauen, Luftgewehr: 22. Platz
Frauen, Kleinkaliber, Dreistellungskampf: 33. Platz

- Anita Karlsson
Frauen, Luftgewehr: 33. Platz
Frauen, Kleinkaliber, Dreistellungskampf: 8. Platz

### Schwimmen
- Göran Titus
50 Meter Freistil: 9. Platz
4 × 100 Meter Freistil: 5. Platz

- Per Johansson
50 Meter Freistil: 10. Platz
100 Meter Freistil: 7. Platz
4 × 100 Meter Freistil: 5. Platz

- Tommy Werner
100 Meter Freistil: 7. Platz
200 Meter Freistil: 21. Platz
4 × 100 Meter Freistil: 5. Platz
4 × 200 Meter Freistil: 6. Platz

- Anders Holmertz
200 Meter Freistil: Silber 
400 Meter Freistil: 8. Platz
4 × 200 Meter Freistil: 6. Platz

- Henrik Jangvall
400 Meter Freistil: 21. Platz
4 × 200 Meter Freistil: 6. Platz

- Stefan Persson
1500 Meter Freistil: 17. Platz

- Joakim Holmquist
4 × 100 Meter Freistil: 5. Platz

- Rikard Milton
4 × 100 Meter Freistil: 5. Platz

- Michael Söderlund
4 × 200 Meter Freistil: 6. Platz

- Christer Wallin
4 × 200 Meter Freistil: 6. Platz
200 Meter Schmetterling: 26. Platz

- Helena Åberg
Frauen, 50 Meter Freistil: 23. Platz

- Karin Furuhed
Frauen, 50 Meter Freistil: 24. Platz
Frauen, 100 Meter Freistil: 27. Platz
Frauen, 4 × 100 Meter Freistil: 9. Platz

- Eva Nyberg
Frauen, 50 Meter Freistil: 21. Platz
Frauen, 4 × 100 Meter Freistil: 9. Platz
Frauen, 4 × 100 Meter Lagen: 11. Platz

- Suzanne Nilsson
Frauen, 200 Meter Freistil: 18. Platz
Frauen, 4 × 100 Meter Freistil: 9. Platz

- Agneta Eriksson
Frauen, 4 × 100 Meter Freistil: 9. Platz
Frauen, 100 Meter Schmetterling: 22. Platz
Frauen, 4 × 100 Meter Lagen: 11. Platz

- Johanna Larsson
Frauen, 100 Meter Rücken: 22. Platz
Frauen, 200 Meter Rücken: Finale
Frauen, 4 × 100 Meter Lagen: 11. Platz

- Anette Philipsson
Frauen, 200 Meter Lagen: 12. Platz
Frauen, 400 Meter Lagen: 12. Platz

- Anna-Karin Persson
Frauen, 4 × 100 Meter Lagen: 11. Platz

### Segeln
- Anders Liljeblad
470er: 14. Platz

- Jonas Häggbom
470er: 14. Platz

- Magnus Torell
Windsurfen: 20. Platz

- Mats Caap
Finn-Dinghy: 16. Platz

- Mats Hansson
Star: 4. Platz

- Mats Johansson
Star: 4. Platz

- Göran Marström
Tornado: 12. Platz

- Karl Strandman
Tornado: 12. Platz

- Eje Öberg
Soling: 8. Platz

- Lennart Persson
Soling: 8. Platz

- Tony Wallin
Soling: 8. Platz

- Mats Nyberg
Flying Dutchman: 18. Platz

- Peter Eriksson
Flying Dutchman: 18. Platz

- Birgitta Bengtsson
Frauen, 470er: Silber

- Marit Söderström
Frauen, 470er: Silber

### Synchronschwimmen
- Marie Jacobsson
Einzel: 9. Platz

### Tennis
- Stefan Edberg
Einzel: Bronze 
Doppel: Bronze

- Anders Järryd
Einzel: 9. Platz
Doppel: Bronze

- Catarina Lindqvist
Frauen, Einzel: 9. Platz

### Tischtennis
- Erik Lindh
Einzel: Bronze 
Doppel: 7. Platz

- Jörgen Persson
Einzel: 7. Platz
Doppel: 7. Platz

- Jan-Ove Waldner
Einzel: 8. Platz
Doppel: 8. Platz

- Mikael Appelgren
Doppel: 8. Platz

### Turnen
- Johan Jonasson
Einzelmehrkampf: 30. Platz
Barren: 77. Platz in der Qualifikation
Bodenturnen: 48. Platz in der Qualifikation
Pferdsprung: 60. Platz in der Qualifikation
Reck: 38. Platz in der Qualifikation
Ringe: 26. Platz in der Qualifikation
Seitpferd: 40. Platz in der Qualifikation

### Volleyball
- Herrenteam
7. Platz

- Kader
Håkan Björne
Bengt Gustafson
Jan Hedengård
Tomas Hoszek
Patrik Johansson
Jannis Kalmazidis
Mats Karlsson
Urban Lennartsson
Anders Lundmark
Lars Nilsson
Per-Anders Sääf
Peter Tholse

### Wasserspringen
- Joakim Andersson
Kunstspringen: 14. Platz in der Qualifikation

- Anita Rossing-Brown
Frauen, Kunstspringen: 13. Platz in der Qualifikation